# Parque nacional Monte Dajo
El parque nacional Monte Dajo es un área protegida en la isla de Jolo, en la región autónoma filipina del Mindanao Musulmán. El parque fue creado el 28 de febrero de 1938 con decreto n.º 261, s. 1938 del presidente de las Filipinas Manuel Quezon y ocupa una superficie de 213 hectáreas.

## Fauna
A causa de la inaccesibilidad de la región, las informaciones sobre la fauna del parque son fragmentarias; hasta el 1995 se sabía da la presencia de:
- Ducula pickeringii
- Todiramphus winchelli
- Anthracoceros montani
- Dendrocopos ramsayi
- Cacatua haematuropygia